# Râul Țapu, Tarcău

Râul Țapu este un curs de apă, afluent al râului Tarcău. 

## Hărți
- Harta Munții Tarcău  Arhivat în 22 februarie 2010, la Wayback Machine.